# Saray (Qubadli)
Pour les articles homonymes, voir Saray.
Saray est un village de la région de Qubadli en Azerbaïdjan.

## Histoire
Le nom ancien du village était Ikindji Dileli.
En 1993-2020, Saray était sous le contrôle des forces armées arméniennes. En 2020, le village de Saray a été restitué sous le contrôle de l'Azerbaïdjan.